# Laguna de Metztitlán
La laguna de Metztitlán es un laguna ubicada en los municipios de Metztitlán, y Eloxochitlán en el estado de Hidalgo, México; localizada a 15 kilómetros al norte del poblado de Metztitlán. La laguna pertenece a la Reserva de la biósfera de la Barranca de Metztitlán designada como parte de la Red Mundial de Reservas de la Biosfera de la Unesco; también es un humedal decretado como Sitio Ramsar. El nivel de agua de la laguna oscila estacional y anualmente; las lluvias extremas provocaron inundaciones en los años 1944, 1955, 1999, 2017 y 2021; mientras que las sequías provocaron estiaje extremo en 1998, 2020 y 2023.

## Geografía

### Hidrografía
La superficie acuática media de la laguna es de alrededor de 581 ha y varía en el año en función de caudal del río. Tiene una profundidad, de entre 9 y 10 m, que contiene poco menos de 15 hm³. La cuenca de captación cubre una superficie de 3230 km²; el nivel de agua oscila en forma estacional y presenta amplias fluctuaciones anuales, dependiendo de la cantidad de lluvia. Dichas fluctuaciones van desde cubrir 700 ha que cubren la zona inundable normal, hasta las avenidas extraordinarias que generan grandes inundaciones, llegando a cubrir 5000 ha aledañas.
La cuenca de la laguna presenta una forma alargada, orientada de norte a sur con una extensión amplia hacia el este. En su mayor eje, desde la Laguna de Metztitlán al norte, hasta el cerro de Tlachaloya en el sur, mide unos 118 km, en su eje menor, y desde la sierra en el este, hasta Atotonilco en el oeste, mide unos 44 km.

### Fisiografía y geología
Se encuentra en la vega de Metztitlán, una llanura aluvial, un terreno plano que puede ser inundado ante una eventual crecida de las aguas de una corriente fluvial cercana. Está limitada por dos cordilleras de montañas, esta cuenca endorreica posee una superficie de 3230 km. La Laguna de Metztitlán es un embalse de origen natural, generado por el deslizamiento de rocas calizas de la formación Tamaulipas Inferior, que ocurrió durante el Holoceno, hace aproximadamente 10 millones de años, obstruyendo el cauce del río en la zona conocida hoy día como paraje Los Sótanos. La comunidad más cercana al cuerpo de agua dentro del municipio de Metztitlán es San Cristóbal, y la comunidad más cercana en el municipio de Eloxochitlán es San Juan Hualula.

### Flora y fauna
La laguna tiene una gran importancia ecológica para la región, esta representa un refugio para las aves que habitan en la Barranca de Metztitlán, así como para las especies migratorias. En los terrenos cercanos se observa una vegetación endémica como Astrophytum ornatum, Cephalocereus senilis, Agave albicans, Fouqueria fasciculata. Las especies representativas de vegetación subacuática son las siguientes: Cyperus hermaphroditus var. longiradiatus, Helenium elegans, Alternanthera repens, Ambrosia cumanensis, Polygonum lapatifolium, Phyla nodiflora, Vigna aff. luteola, Echinochloa colona, Datura stramonium, Polygonum acre, Eclipta alba, Ludwigia octovalvis, Cyperus rotundus y Spilanthes oppositifolia.
En cuanto a fauna, su importancia radica principalmente en que es hábitat de diferentes especies de peces, anfibios y, sobre todo, de una gran cantidad de aves migratorias de origen tanto neártico como neotropical. Desde noviembre hasta febrero, llegan los pelícanos (Pelecanus erythrorhynchos y Pelecanus occidentalis), provenientes la zona noreste de México, así como de Canadá, para evitar la temporada invernal. Así mismo se encuentran anfibios como Bufo valliceps y Rana spectabilis, también al ser muy rica en materia orgánica por su sedimento completamente arcilloso favorece la formación de grandes poblaciones de microalgas que controlan la cadena de detritos-zooplancton-peces.
Se han introducido peces como tilapias: Oreochromis aureus, Oreochromis niloticus, Tilapia rendalli; carpa: Cyprinus carpio, y bagre: Ictalarus punctatus, introducciones que se han justificado ante la escasez de ictiofauna, sobre todo por las condiciones fluctuantes de la laguna, que en ocasiones han resultado en la pérdida total del espejo de agua. La pesca que se practica en la laguna de Metztitlán es de tipo comercial y se distingue porque en este caso, es principalmente local.

### Contaminación
El río Metztitlán, arrastra cantidad de sedimentos que ha recibido de las laderas, y además de fertilizantes y agroquímicos de las zonas agrícolas en la vega. Asimismo se han incrementado las descargas de aguas de los poblados establecidos en sus márgenes. La turbidez del agua es mayor al acercarse a la laguna. Asimismo, diversos nutrientes como el fósforo, el nitrógeno, los bicarbonatos, y la conductividad eléctrica, aumentan su concentración cerca de la laguna. Sin embargo, las oscilaciones tan amplias de nivel de agua que tiene la laguna, junto con la presencia de fuertes vientos procedentes del golfo de México han favorecido la mezcla constante de la columna de agua, lo que la ubica dentro de los ambientes polimícticos calientes continuos, circunstancia que permite oxigenar todo el volumen, y así contrarrestar la tendencia a la anoxia.

## Historia

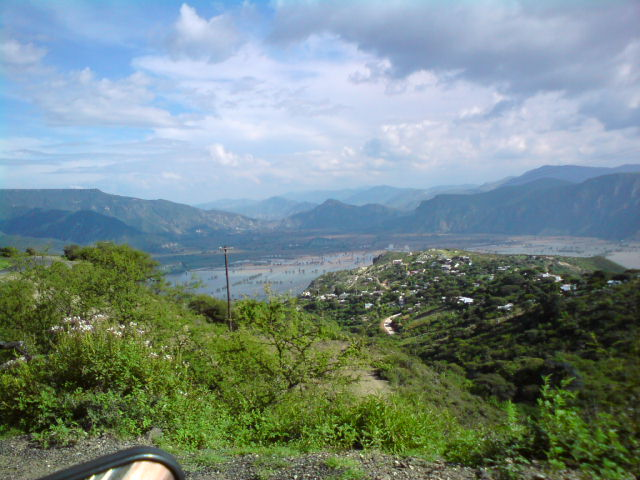
Panorámica de la vega de Metztitlán desde San Juan Hualula.

Se sabe que los esfuerzos por desecar la Laguna de Metztitlán se iniciaron desde la Nueva España. Se puede observar dos túneles en el cerro de El Tajo que fueron abiertos en 1872; la obra fue un fracaso, pues hubo varios derrumbes. En 1905 el Gobierno del estado de Hidalgo expidió un decreto por el que declaró las obras de desecación, y autorizó a Alfonso Mariscal y Piña para que ejecutara los trabajos; este se adjudicó varios terrenos, lo que provocó un malestar social, que concluyó cuando el gobernador de Hidalgo, Nicolás Flores derogó todos los decretos a fines de 1918.
En 1922 varios pueblos de la región solicitaron restitución de tierras y esto los enfrentó con situaciones violentas. En 1922 la Compañía Mexicana Hidroeléctrica y de Terrenos, realizó la solicitud para el aprovechamiento industrial de las aguas de la laguna y
propuso su desecación hasta cierto nivel. Se publicó esta solicitud en el Periódico Oficial del Estado de Hidalgo, surgieron varios reclamos como el de Rafael Cravioto, quien dijo poseer los derechos sobre las concesiones de uso de las aguas y tierras de la laguna. En 1923 se confirmaron los derechos de Cravioto y se suspendió la tramitación de las otras solicitudes, decisión en la que intervino evidentemente su influencia política.
El 25 de agosto de 1924 los pueblos de San Pedro Amajatlán, Itztayatla, San Agustín Tepatetipa, Santiago Tolapa, Tlaxco, San Juan Hualula y La Mesa Grande, afirmaban que desde hacía años habían pedido que se les dotara de ejidos conforme a la ley, sin un fallo que los favoreciera. Así, se había dado tiempo para que los terratenientes los hostilizaran y mataran a algunos compañeros. Se presentaron varias peticiones de particulares para desecar la laguna con el objeto de aprovechar las tierras para la agricultura. Entre los archivos del Archivo Histórico del Agua Fondo Aguas Nacionales se encuentran las de Fernando Soto Hay, en 1927; Felipe Sota y Manuel Cisnerosen 1928; Rafael Cravioto y el presidente municipal de Metztitlán, en 1928.
Se decidió que la Comisión Nacional de Irrigación (CNI) se hiciera cargo del asunto y se realizaron obras de reconstrucción de los túneles, a cada paso de la reconstrucción, la crecida de la laguna cubría los túneles por completo y había que volver a empezar. Para 1928, las obras recayeron en su totalidad en la CNI, que logró reconstruir con dificultades los dos túneles en los que ya se había trabajado. En 1937 las obras aún en proceso se entregaron a la nueva oficina de Irrigación y Control de Ríos de la Secretaría de Recursos Hidráulicos. Finalmente los túneles quedaron terminados.
En cuanto al reparto de tierras de la laguna en el año de 1939 se otorgó la concesión a la localidad de San Cristóbal de 147 ha y a San Juan Hualula de 15.81 ha; en 1940 a Tlaxco de 69 ha, La Mesa Grande de 25.77 ha, San Juan Metztitlán de 40.26 ha; en 1941 a San Pablo Tetlapayac de 73.84 ha, a Itztacapa de 41.39 ha, a Atzolcintla de 42.66 ha, a Itztazacuala de 40.08 ha, a San Juan Tlatepexi de 37.25 ha, a El Pedregal de Zaragoza de 76.92 ha, a San Miguel Almolón de 17.62 ha; en 1954 a Itztayatla de 69.02 ha y a Coyometeco de 24.27 ha; y en 1961 a Eloxochitlán de 58 ha. Almolón y Eloxochitlán no aceptaron la dotación, pues las tierras que les querían entregar se encontraban inundadas.
La laguna pertenece a la Reserva de la biósfera de la Barranca de Metztitlán, decretada como Reserva de la Biósfera de México, el 27 de noviembre de 2000 con un área de 96 042.94 ha; en 2006 fue designada como parte de la Red Mundial de Reservas de la Biosfera de la Unesco. También es uno de tres sitios decretados dentro del Convenio de Ramsar que se encuentran en el estado de Hidalgo; decretada Sitio Ramsar, el 2 de febrero de 2004 con una área de 2937.2 ha.

## Inundaciones y sequías
El nivel de agua de la laguna oscila estacional y anualmente; las lluvias extremas provocaron inundaciones en los años 1944, 1955, 1999, 2017 y 2021; mientras que las sequías provocaron estiaje extremo en 1998 y 2020. Un ejemplo del ciclo, se dio durante 1998 y 1999. En el año 1998, entre los meses de mayo a julio el humedal permaneció seco. En 1999 con precipitaciones correspondientes a un periodo de retorno de 20 años, el agua cubrió 4200 ha y el volumen acumulado de 470 hm³ superó nueve veces la capacidad del lago, el agua alcanzó una altura de 25 a 30 metros. Los ciclos 1997-1998 y 1998-1999 fueron periodos que correspondieron a los fenómenos climatológicos de El Niño y La Niña, respectivamente.
En 2017 el huracán Katia inundó 5700 ha, un aproximado 30 % de la vega. Debido a las sequías el estiaje extremo de la laguna comenzó en 2018, para 2019 las pocas lluvias recudieron la laguna en un 50 %, para 2020 la situación se volvió crítica. Entre el 19 y 20 de febrero de 2020 los pobladores de la región reportaron a las autoridades la disminución de la laguna. El 24 de febrero la Dirección Local de la Conagua en Hidalgo realizó visita, informando un volumen estimado de 9,2 hm³ y una superficie inundada no mayor a 30 ha; una reducción aproximada del 95 %. Aunque existían aportaciones por el cauce principal entre 200 y 300 l/s, estos eran superados por la infiltración y percolación, lo que provocó un rápido descenso del nivel de agua.
Debido a esto se perdieron todos los peces de cultivo en la laguna, afectando a alrededor de 125 pescadores que dependen del cuerpo de agua; agrupados en cinco cooperativas, una del municipio de Metztitlán y cuatro del municipio de Eloxochitlán. Otro sector afectado por la sequía es el agrícola, al que se dedica 80 por ciento de la población de la región. Los acuicultores recibieron un apoyo económico de $ 7200 pesos por parte del Gobierno de México, y el Gobierno de Hidalgo entregó paquetes de animales; de acuerdo con algunos pobladores estos fueron insignificantes e insuficientes.
Con las lluvias de agosto y septiembre de 2020, se recuperó en un 40 %; para inicios de 2021, el estiaje continuo, empezando a cubrir el área con hierba que se está empezando a utilizar para pastoreo. Para finales de junio de 2021, se observa la recuperación paulatina del antiguo nivel, luego de las constantes lluvias. Para finales de agosto de 2021, el paso del huracán Grace por Hidalgo, hizo que la laguna se recuperara. Los nivel del agua crecieron hasta inundar las zonas de cultivo aledañas, llegando en algunos lugares hasta dos metros.
En 2023 por efectos de la sequía que agobia a Hidalgo, el nivel de la laguna bajo considerablemente. Para el 17 de abril el nivel del agua bajó entre 30 y 40 centímetros; lo que provocó que los peces comenzaran a amontonarse y morir. Pescadores recolectaron el pescado que pudieron llevar en cubetas, y algunos residentes acudieron a recoger truchas y carpas, a pesar de que muchas ya estaban putrefactas. La laguna fue declarada totalmente seca por segunda vez en menos de cinco años a causa de la sequía.
Para junio de 2024, por la temporada de lluvias la laguna comenzó a llenarse en la zona central; y para julio el estiaje subió permitiendo hacer algunas actividades acuáticas.

## Túneles de desagüe
En épocas de lluvias extremas, producto de la crecida de los ríos el nivel del agua de la laguna subía, y los terrenos quedaban bajo el agua, perdiéndose las cosechas. Durante el periodo presidencial de Lázaro Cárdenas del Río en 1937, se concluyó el primer túnel, con sus compuertas, para ayudar a los sumideros naturales de la laguna a evacuar el agua, como consecuencia se formó un nuevo río, el Almolón, pero los resultados para evitar el desbordamiento de la laguna no fueron los esperados. Por lo que un segundo túnel fue construido. Los túneles uno y dos, tiene un gasto máximo de desfogue de 53 y 11 m³/s, respectivamente; ambos tienen forma de herradura. Estos túneles son insuficientes para evitar los desbordamientos, se propuso construir un tercer túnel de desfogue; pero este fue rechazado porque se afectaba al sistema productivo la zona agrícola, la biodiversidad terrestre y acuática.